# San Carlos (Antioquia)

Bandeira de San Carlos.

Localização de San Carlos, no departamento de Antioquia.

San Carlos é uma cidade e município da Colômbia, no departamento de Antioquia. Dista  108 quilômetros de Medellín, a capital do departamento, e apresenta uma superfície de 702 quilômetros quadrados.